# (547375) 2010 PC88
(547375) 2010 PC88 es un cuerpo menor que forma parte de los centauros, descubierto el 3 de noviembre de 2013 por Scott S. Sheppard y el también astrónomo Chadwick Trujillo desde el Observatorio Interamericano del Cerro Tololo, La Serena, Chile.

## Designación y nombre
Designado provisionalmente como 2010 PC88.

## Características orbitales
2010 PC88 está situado a una distancia media del Sol de 25,961 ua, pudiendo alejarse hasta 27,185 ua y acercarse hasta 24,736 ua. Su excentricidad es 0,047 y la inclinación orbital 18,016 grados. Emplea 48313,71 días en completar una órbita alrededor del Sol.

## Características físicas
La magnitud absoluta de 2010 PC88 es 7,76.